# Tiquadra pontifica
Tiquadra pontifica är en fjärilsart som beskrevs av Edward Meyrick 1919. Tiquadra pontifica ingår i släktet Tiquadra och familjen äkta malar.
Artens utbredningsområde är Franska Guyana. Inga underarter finns listade i Catalogue of Life.